# Nephrotoma nigrichroma
Nephrotoma nigrichroma är en tvåvingeart som först beskrevs av Pierre 1925.  Nephrotoma nigrichroma ingår i släktet Nephrotoma och familjen storharkrankar.
Artens utbredningsområde är Kamerun. Inga underarter finns listade i Catalogue of Life.